# Desencantada
Desencantada (Disenchanted en su título original en inglés; y subtitulada como Desencantada: Vuelve Giselle en España) es una película estadounidense de comedia romántica de fantasía musical animada y de acción en vivo producida por Walt Disney Pictures y dirigida y coescrita por Adam Shankman. Es la continuación de una secuela de la película Enchanted de 2007. Amy Adams, Patrick Dempsey, James Marsden e Idina Menzel repiten sus papeles de la primera película, con Gabriella Baldacchino reemplazando a Rachel Covey. A ellos se unen Maya Rudolph, Yvette Nicole Brown, Jayma Mays y Oscar Nunez.
Alan Menken y Stephen Schwartz regresarán, como los compositores de la película, y Menken volverán a componer la partitura. Adams también se desempeña como productor de la película, junto con Barry Josephson y Barry Sonnenfeld. Disenchanted se estrenó en Estados Unidos el 18 de noviembre de 2022 como una película original de Disney+, y el 24 de noviembre en otros territorios.

## Argumento
15 años después de los eventos de la primera película, Giselle, Robert y Morgan Philip viven felices con su bebé recién nacida Sofia. Sin embargo, la vida en Nueva York está empezando a arrastrarlos, por lo que Giselle planea mudar a la familia a Monroeville, una ciudad suburbana. La mudanza les trae malas primeras experiencias: su nueva casa necesita ser renovada, Robert tiene que viajar diariamente para continuar con su trabajo y Morgan se siente como una marginada en su nueva escuela.
El rey Edward y la reina Nancy visitan de Andalasia para obsequiarles una varita que concede deseos. Giselle conoce a Malvina Monroe, la arrogante jefa del ayuntamiento, y se entera de que está organizando un baile con el tema de un cuento de hadas, donde el hijo de Malvina, Tyson, es el príncipe electo del baile. Para ayudar a Morgan a encajar, Giselle intenta que la elijan como la princesa del baile, pero termina sin darse cuenta avergonzando a Morgan, lo que resulta en una pelea entre las dos.
Después de consultar con su amiga ardilla Pip, Giselle decide usar la varita y desea que la vida de su familia sea un "cuento de hadas perfecto". Al día siguiente, la ciudad se ha transformado en un reino de fantasía llamado Monrolasia. Morgan está feliz con su nueva vida y Robert se cree un valiente aventurero. Malvina es ahora la reina malvada del pueblo con poderes mágicos. Giselle también descubre un comportamiento inusualmente altivo y encuentra placer en maltratar a Morgan. Al darse cuenta de que se está convirtiendo lentamente en una madrastra malvada, Giselle pide ayuda al pergamino de instrucciones de la varita mágica. El pergamino revela que el deseo de Giselle es usar la magia de Andalasia para convertir el mundo real en un cuento de hadas y que se volverá permanente después de la medianoche.
Malvina se entera de la varita mágica y recluta a sus dos sirvientas, Rosaleen y Ruby, para robarla; sin embargo, el pergamino le dice que la varita solo puede ser utilizada por un "verdadero andaluz". Giselle se da cuenta de que sin la varita se perderá en su lado malvado, por lo que convence a Morgan para que los salve antes de enviarla a Andalasia. Allí, Morgan se entera de que la magia del reino se transporta a Monrolasia a través de un vórtice, y una vez que el hechizo se vuelva permanente, Andalasia desaparecerá para siempre. Nancy y Edward sugieren que Morgan use la magia de los recuerdos para recordarle a Giselle su verdadero yo. Morgan recrea un dibujo de su árbol genealógico con imágenes de sus recuerdos compartidos, luego regresa al mundo real con Nancy.
Giselle, ahora bajo la influencia de su personalidad malvada, desafía a Malvina por el título real de Monrolasia. Giselle envía a Pip, que se ha convertido en un gato atigrado, a robar la varita y también envía a Robert a una supuesta búsqueda inútil de Morgan. En el baile, Giselle y Malvina se involucran en un duelo mágico, y la primera vence fácilmente a la segunda. Morgan y Nancy se encuentran con Robert y Tyson antes de entrar corriendo al ayuntamiento para detener el duelo. Morgan le arroja su dibujo a Giselle, quien lo rompe, pero la magia del interior hace que los recuerdos cobren vida y devuelve a Giselle a la normalidad.
No queriendo que se rompa el hechizo, Malvina toma a Morgan como rehén y exige la varita a cambio. Giselle entrega la varita y Malvina la parte en dos. A medida que se acerca la medianoche, todo, desde Andalasia, comienza a desaparecer, incluida la propia Giselle. Mientras Robert y Tyson se dirigen a la parte superior de la torre del reloj para retrasar la campanada final, Giselle le dice a Morgan que, al ser su hija, es una verdadera andaluza y, por lo tanto, capaz de usar la varita. Morgan desearía estar en casa con su madre justo cuando Malvina intenta hacer sonar la torre del reloj antes de que sea destruida.
Morgan se despierta en su casa y encuentra que todo vuelve a la normalidad. Solo ella y Giselle están al tanto de los hechos, mientras que todos los demás creen que es un sueño. Giselle se disculpa con Malvina por pasar por alto sus planes, y Malvina le permite a Giselle unirse al consejo de su ciudad.
Algún tiempo después, Robert ha trasladado su práctica a Monroeville, Morgan y Tyson han comenzado a salir, y Nancy y Edward llegan para otra visita a Philips en su ahora feliz vida.

## Reparto
- Amy Adams como Giselle Philip[1]
- Patrick Dempsey como Robert Philip[1][2]
- James Marsden como el príncipe Edward[1][3]
- Idina Menzel como Nancy Tremaine[1][3]
- Yvette Nicole Brown como Rosaleen[1][4]
- Jayma Mays como Ruby[1][4]
- Maya Rudolph como Malvina Monroe[1][4]
- Kolton Stewart[5] como el hijo de Malvina[6]
- Óscar Núñez[5] como Edgar[6]
- Gabriella Baldacchino como Morgan Philip.[5] Baldacchino reemplazará a Rachel Covey de la primera película.

También aparecerán con papeles no revelados Ann Harada, Michael McCorry Rose y James Monroe Iglehart.

## Producción

### Desarrollo
En febrero de 2010, Variety informó que Walt Disney Pictures planeaba filmar una secuela de Enchanted (2007) con Barry Josephson y Barry Sonnenfeld produciendo nuevamente. Jessie Nelson se encargó de escribir el guion y Anne Fletcher para dirigir. Disney esperaba que los miembros del elenco de la primera película regresaran y se estrenaran en 2011.

El 12 de enero de 2011, se le preguntó al compositor Alan Menken sobre la secuela en una entrevista, a la que respondió:
Escuché cosas pero aún no hay nada. No sé mucho sobre lo que está pasando con eso. Honestamente, no sé qué quiere hacer el estudio a continuación. Supongo que habrá algunos proyectos futuros en los que trabajar. Me encanta hacer eso, de verdad. Pero no me frustra que no sea uno de ellos. En este momento tengo muchas cosas en el escenario sucediendo y estoy lo suficientemente ocupado con eso, así que realmente no necesito más en mi plato.
En julio de 2014, Disney había contratado a los guionistas J. David Stem y David N. Weiss para escribir un guion para una secuela y también contrató a Fletcher para dirigir la película. En octubre de 2016, The Hollywood Reporter anunció que Adam Shankman inició negociaciones para dirigir la secuela, titulada Disenchanted y que Amy Adams volvería a interpretar su papel; y que el rodaje estaba programado para comenzar en el verano de 2017. En enero de 2018, Shankman declaró que el guion de la secuela estaría terminado en un par de semanas y que el siguiente paso sería escribir la música. También continuó diciendo que la película presentaría más canciones que la original pero la misma cantidad de animación.
El 21 de mayo de 2019, Menken dijo que Disney no había dado luz verde a la película en ese momento, ya que los escritores todavía estaban «tratando de hacer el guion correcto». El 28 de febrero de 2020, Schwartz dijo que se habían realizado reuniones sobre la película en Londres y reveló que Shankman también será el guionista de la película.
En diciembre de 2020, en el Inversor Day de Disney, el presidente de producción de Disney Studios, Sean Bailey, anunció oficialmente la secuela. Según se informa, fue el trabajo de Brigitte Hales, la escritora más reciente del proyecto, lo que dio luz verde a la secuela después de 14 años.

### Casting
En el evento del Día del Inversor de Disney, se anunció que Amy Adams regresaría como Giselle. Más tarde, en diciembre de 2020, se anunció que Patrick Dempsey regresaría como Robert Philip. Dempsey confirmó la noticia a principios de enero de 2021 durante una entrevista en Good Morning America. (en una entrevista con la revista Variety a finales de abril, Dempsey también reveló que estaría cantando). En marzo de 2021, el compositor Alan Menken confirmó que James Marsden e Idina Menzel también regresarían como el Príncipe Edward y Nancy Tremaine, respectivamente.
En abril de 2021, Maya Rudolph, Yvette Nicole Brown y Jayma Mays se unieron al elenco como nuevos personajes. Según los informes, Rudolph interpretará al antagonista central en la secuela, mientras que Brown y Mays también podrían interpretar a villanos.
El 17 de mayo de 2021, Disney anunció a través de Twitter que Gabriella Baldacchino interpretaría a Morgan Philip, junto con los nuevos miembros del reparto Kolton Stewart y Oscar Nunez. Baldacchino reemplaza a Rachel Covey, quien interpretó a Morgan en la primera película.

### Preproducción
En marzo de 2020, Disenchanted entró en preproducción, con Shankman todavía listo para dirigir la película. Debido a la pandemia de COVID-19, la preproducción de la película se hizo de forma remota. En diciembre de 2020, se reveló que Disney contrató a Brigette Hales, Richard Lagravenese, Scott Neustadter y Michael H. Weber para trabajar en el guion de la película. En enero de 2021, Patrick Dempsey dijo en una entrevista en Good Morning America que hay planes para comenzar la producción en la primavera de ese año.

### Rodaje
Anteriormente, se esperaba que el rodaje comenzara el 3 de mayo de 2021 en Los Ángeles, California.
El 23 de abril de 2021, se informó que el rodaje comenzará en Irlanda en el verano y finalizará en agosto. La película se filmará en parte en Enniskerry, donde se estaba construyendo un set a partir del 1 de mayo de 2021, mientras que otras ubicaciones esperadas incluyen Wicklow y Dublín. El 6 de mayo de 2021, Adams confirmó en Instagram que había llegado a Irlanda para comenzar a filmar la película. El rodaje comenzó oficialmente el 17 de mayo de 2021. El 8 de julio de 2021, James Marsden e Idina Menzel llegaron a Dublín, Irlanda para filmar sus papeles como el Príncipe Eduardo y Nancy Tremaine, respectivamente. El rodaje en Irlanda concluyó el 22 de julio de 2021.
Para el 28 de marzo de 2022, se estaban realizando nuevas tomas en Buckinghamshire, Inglaterra, debido a la recepción mixta en proyecciones de pruebas. Las nuevas tomas también se llevaron a cabo en la ciudad de Nueva York y concluyeron en abril de 2022.

### Efectos visuales
El 3 de diciembre de 2021, se anunció que el estudio de animación canadiense Tonic DNA estaba trabajando en la animación de la secuela. Moving Picture Company proporcionó los efectos visuales para la película.

### Música
En marzo de 2018, el director Adam Shankman reveló que Alan Menken y Stephen Schwartz regresarán de la primera película para escribir canciones para la secuela. En marzo de 2020, Menken reveló que había comenzado a trabajar en la música de la película. En abril de 2020, Menken dijo que él y Schwartz estaban escribiendo las canciones de la película.
En una entrevista con la revista Variety a fines de abril de 2021, Patrick Dempsey reveló que cantará. En mayo de 2021, Schwartz dijo que la película tendrá siete canciones y repeticiones, incluidas dos canciones para Nancy, interpretada por Menzel, cuya canción de la primera película fue cortada.

## Estreno
Originalmente, Desencantada se estrenaría en Disney+ el 24 de noviembre de 2022, lo que habría coincidido con el Día de Acción de Gracias. El 18 de octubre de 2022, se anunció que el lanzamiento se adelantaría seis días y ahora se estrenaría el 18 de noviembre.

### Recepción crítica
En el sitio web de reseñas Rotten Tomatoes, el 44% de las 57 reseñas de los críticos son positivas, con una calificación promedio de 5.5/10. El consenso del sitio web dice: "Aunque Amy Adams sigue siendo tan atractiva como siempre, Desencantada carece de la magia que convirtió a su predecesora en un clásico moderno de cuentos de hadas". En Metacritic, la película tiene un puntaje promedio ponderado de 50 sobre 100, basado en 27 críticos, lo que indica "críticas mixtas o promedio".